# 二溴二乙基砜
二溴二乙基砜（英語：Dibromodiethyl sulfone）是一种有机化合物，化学式为(BrCH2CH2)2SO2，包含有一个磺酰基基团和两个溴乙基基团，可由铬酸氧化二溴二乙硫醚制备。